# Soffía Arnþrúður Gunnarsdóttir
Soffía Arnþrúður Gunnarsdóttir (* 22. Oktober 1987) ist eine ehemalige isländische Fußballspielerin.

## Karriere

### Verein
Soffía begann ihre Karriere 2001 beim isländischen Verein UMF Sindri Höfn, für den sie bis 2004 aktiv war. 2005 wechselte sie zum Klub Stjarnan. Dort blieb sie bis 2013.
Zur Saison 2014 wechselte Soffía zum schwedischen Erstligisten Jitex Mölndal BK. Dort kam sie auf neun Einsätze und erzielte ein Tor, bevor sie sich im September desselben Jahres eine Kreuzbandriss zuzog, die sie zum Karriereende zwang.

### Nationalmannschaft
Soffía war Teil des Kaders der 
isländischen Nationalmannschaft, der zur Fußball-Europameisterschaft der Frauen 2013 in Schweden nominiert wurde. Ihren einzigen Länderspieleinsatz absolvierte sie am 5. März 2014 bei einer 0:5-Niederlage gegen Deutschland.